# 李秀亨
李秀亨（イ・スヒョン、이수형、1435年 - 1528年1月24日）は、李氏朝鮮前期の文臣・詩人。字は英甫、号は桃村・拱北軒ある。金淡の婿と門下生である。
彼は17歳で蔭位で官職に任命、宣教郎典牲署令、朝奉大夫平市署令などを歴任した。1455年首陽大君が甥の端宗を追い出し、朝鮮国王に即位すると彼は官職を辞退した。世祖は植物と田畑を下し懐柔したが拒絶し、妻の実家がある慶尚北道栄川郡桃村に都落ちした。彼は元昊・趙旅などと一緒に寧越郡水周の邀仙亭に集まって政治を議論し、端宗の安否を心配した。彼は清泠浦を訪れ幽閉された端宗に挨拶をしてくることもした。彼は元昊・趙旅などと一緒に原州稚岳山の頂上に上り、再び官職に出仕しないことを誓う、岩に名前を刻んで降りてきた。
1457年端宗が死薬を受けて死ぬ、彼は端宗の三年喪を行った。以来、彼は桃村里の山に入って三方は壁であり、北への扉がある家を建て生涯を隠居した。桃村里の北は端宗の墓である荘陵があるところである。70年間端宗を追慕し隠居してから94歳に死亡した。著書には、"桃村先生實紀"と"槐壇曠感録"がある。死後、1610年奉化郡の道渓書院に享された。

## 著書
- 『桃村先生實紀』
- 『槐壇曠感録』